# Stintebøl
Stintebøl (tysk: Stintebüll) var en landsby på den nordfrisiske ø Strand i det vestlige Sønderjylland/Slesvig. Landsbyen gik under ved den anden store manddrukning i oktober 1634. Det formodes at byen allerede blev oversvømmet ved stormfloden i 1362, men blev senere genobygget igen. Sognet led igen og igen store landtab. Den tabte by lå nordvest for Gaikebøl ved den østlige side af den store Rungholtbugt på øens sydside, nu beliggende i vadehavet syd for hallg Nordstrand Mor og vest for Nørre Hever.
Byen blev første gang nævnt i 1198. Stednavnet er afledt af dansk stint, stunt (≈stund, sml. nordfrisisk stönt) for kort og -bøl (sml. nordfrisisk -bel, tysk -büll). Stintebøl Kirke var hovedkirke i Edoms Herred. Den var viet Sankt Pankratius og lå tidsvis udenfor digerne.